# Обида Доу Э
«Обида Доу Э» (полное название — «Тронувшая Небо и Землю обида Доу Э») — пьеса, одно из наиболее известных произведений китайского драматурга XIII века Гуань Ханьцина, написанная в жанре юаньской цзацзюй (юаньской драмы).

На русском языке существуют два перевода, выполненные Спешневым Н. А. и Сорокиным В. Ф.

## Содержание
Бедный студент Доу Тянь-чжан задолжал вдове тётушке Цай двадцать лянов серебра и был вынужден отдать ей свою малолетнюю дочь Дуань-юнь, как будущую жену сына Цай. Сам же студент поехал в столицу сдавать государственные экзамены на чиновничью должность.
Так говорится во вступлении-сецзы — добавочной сцене, не входящей в четыре канонических действия юаньской драмы и сопоставимая с европейским прологом.
В первом действии описываются события по прошествии 13 лет. Дочь студента теперь зовут Доу Э, которая за это время успела выйти замуж за сына Цай и овдоветь. Теперь Доу Э живёт со своей свекровью.
Однажды тётушка отправилась собирать долги, а один из её должников (лекарь Лу Сай-лу) захотел её задушить, но эту сцену увидели крестьянин Чжан со своим сыном по прозвищу Ослёнок, лекарь же убежал. В награду за спасение Цай, они потребовали отдать Доу Э замуж за Ослёнка, на что девушка решительно ответила отказом.
Второе действие. Ослёнок пытается заставить девушку стать его женой путём отравления её свекрови, но суп, в который была подсыпана отрава, выпивает не Цай, а его отец — старый Чжан. Теперь Ослёнок грозится обвинить Доу Э в убийстве своего отца, если та не выйдет за него, но девушка предпочитает суд браку. Расследование ведёт Тао У, который приказывает пытать девушку, но та не признаёт своей виновности. Тогда на пытку ведут свекровь и девушка не выдерживает и признаёт себя виновной в убийстве, которого она на самом деле не совершала.
В третьем действии идёт описание казни девушки, прощание со свекровью, в котором девушка рассказывает как всё было на самом деле. Как и предсказывала Доу Э, в момент её казни, в самый разгар лета, идёт снег, а кровь не была пролита на землю, что подтверждает её невиновность. После казни в течение трёх лет в округе стоит засуха.
В четвёртом действии в округ приезжает столичный чиновник, который разбирается с судебными делами. Это бывший студент Доу Тянь-чжан, отец покойной девушки. Первым же делом, попавшим ему в руки, стало дело о Доу Э. Ночью к чиновнику является дух дочери и рассказывает обо всём случившемся. Когда лекарь и свекровь Доу Э подтверждают вину Ослёнка в убийстве старика Чжана, его приговаривают к казни: прибивают к «деревянному ослу» и разрубают на 120 кусков. Тао У, который вёл расследование тоже был наказан, а невинность девушки полностью восстановлена.

## Переводы на русский
Гуань Ханьцин. Обида Доу Э. / Пер. стихов Арк.Штейнберга и Е. Витковского, перевод прозы В. Сорокина // Классическая драма Востока: Индия, Китай, Япония. М., 1976. (Библиотека всемирной литературы). – С. 263–307.
Гуань Ханьцин. Тронувшая небеса и землю горькая обида Доу Э / Пер. Н. Спешнева // Юаньская драма. — Л.; М., 1966. — С. 27–67.